# Свети Йоан XXIII (Левски)
„Свети Йоан XXIII“ е християнска енория в град Левски, България, част от Никополската епархия на Римокатолическата църква.

## История на енорията
В общината на град Левски има две католически села – Малчика и Трънчовица. През втората половина на XX век, много от католиците от тези села и други места от Никополската епархия са се установили в град Левски. Инициатори за създаване на енорията са местни католици представлявани от Янка Доменикова и отец Ремо Гамбакорта – свещеник в Малчика.
Енорията е учредена на 21 декември 2014 г. Неин покровител е Йоан XXIII, папа от 1958 до 1963 г., канонизиран през 2014 г., познат още като „Българския папа“ поради огромната си любов към България, в която е живял около 10 години.

## Енористи
- отец Ремо Гамбакорта

## Храм
Енорийската църква се помещава временно в закупено за тази цел помещение, оборудвано за молитвен дом.
Храмов празник – 11 октомври.